# Elias Modig
Elias Modig är en basist som spelat med bl.a. Eagle-eye Cherry, Jon Rekdal och Cajsalisa Ejemyr. Han är sedan 2003 medlem i The Guild.